# البهائية في إسبانيا
يبدأ كتاب "الدين البهائي في إسبانيا" بتغطية الأحداث في تاريخ الديانة البابية في خمسينيات القرن التاسع عشر. كان أول ذكر لإسبانيا في الأدب البهائي عندما ذكرها عبد البهاء كمكان لنقل الدين إليه في عام 1916. كان أول بهائي يزور إسبانيا في عام 1930 وكان أول رائد يبقى هناك هو فيرجينيا أوربيسون في يناير 1947. بعد بعض التحولات إلى الدين، أُنتخب أول جمعية روحية محلية للبهائيين في مدريد في عام 1948. اعتبارًا من عام 1959 كان هناك 28 بهائيًا مسجلين في إسبانيا. وبعد انتشار الدين أُنتخب أول جمعية روحية وطنية في عام 1962. وفي أعقاب الانتخابات، اتسع نطاق مبادرات المجتمع الخاصة حتى عام 1968 عندما تمكنت الجمعية الوطنية من التسجيل كجمعية دينية غير كاثوليكية في وزارة العدل ووزارة الإعلام والسياحة مما سمح بتنظيم الأحداث الدينية العامة ونشر واستيراد المواد الدينية. وفي أعقاب ذلك، توسعت تنوع مبادرات المجتمع بشكل كبير. بدأ البهائيون في إدارة مدرسة بهائية دائمة وفي عام 1970 انضم أول غجري إسباني إلى الدين. في عام 1981، أقام البهائيون مدرسة منفصلة في منطقة شمال وسط إسبانيا، حيث التحق بها أكثر من 100 شخص من 26 مجتمعًا كما عقدت الجمعية الروحية في مايوركا فصولًا دراسية استمرت عدة أشهر (معظمها لغير البهائيين) في استخدام الكمبيوتر في عام 1985. بعد خمسين عامًا من انعقاد أول جمعية محلية، أصبح هناك مائة جمعية. تقدر جمعية أرشيفات بيانات الأديان (بالاعتماد على الموسوعة المسيحية العالمية) عدد البهائيين بحوالي 13300 في عام 2005. في عام 2008 اختار بيت العدل الأعظم المجتمع الإسباني لاستضافة مؤتمر إقليمي لشبه الجزيرة الأيبيرية وما وراءها.

## المرحلة المبكرة
كان هناك أكثر من 160 إشارة إلى الديانتين البابية والبهائية في الصحافة اليومية الإسبانية والكتب والدوريات والمخطوطات منذ تأسيس الديانتين في عام 1844 إلى عام 1947. أقدم المقالات الصحفية التي عُثر عليها نشرت في عام 1850 وأعلنت خبر ثورة زنجان (مدريد 24 أكتوبر) وإعدام الباب (برشلونة ومدريد في أيام مختلفة من نوفمبر). معظم الكتب الموجودة هي ترجمات لمؤلفين أجانب أو أعمال مرجعية مثل القواميس أو الموسوعات أو الأدلة ولكن هناك بعض المساهمات التي قدمها المؤلفون الإسبان. انظر أيضًا أول اتصال بين هولندا والديانة البابية والبهائية.

### ألواح عبد البهاء للخطة الإلهية
في تاريخ الديانة البهائية، بدأت الإشارات الأولى إلى إسبانيا في القرن العشرين. كتب عبد البهاء، ابن مؤسس الدين، سلسلة من الرسائل، أو الألواح، إلى أتباع الدين في الولايات المتحدة في عامي 1916 و1917؛ وقد جُمعت هذه الرسائل معًا في كتاب بعنوان ألواح الخطة الإلهية. كانت الألواح السابعة هي الأولى التي تذكر عدة بلدان في أوروبا بما في ذلك البلدان التي زارها عبد البهاء في عامي 1911 و1912. كُتبت في 11 أبريل 1916، وتأخر عرضها في الولايات المتحدة حتى عام 1919 — بعد نهاية الحرب العالمية الأولى والإنفلونزا الإسبانية. تُرجم اللوح السابع و قُدم من قبل ميرزا أحمد سهراب في 4 أبريل 1919، ونشر في مجلة نجم الغرب في 12 ديسمبر 1919.
باختصار، لقد أشعلت هذه الحرب التي تهلك العالم نارًا في القلوب لا توصف. في جميع دول العالم، يستحوذ الشوق إلى السلام الشامل على وعي البشر. ما من روح إلا وتتوق إلى الوئام والسلام. لقد تحققت حالة رائعة من التقبل... لذا، يا مؤمني الله! ابذلوا جهدكم، وبعد هذه الحرب انشروا خلاصة التعاليم الإلهية في الجزر البريطانية، وفرنسا، وألمانيا، والنمسا والمجر، وروسيا، وإيطاليا، وإسبانيا، وبلجيكا، وسويسرا، والنرويج، والسويد، والدنمارك، وهولندا، والبرتغال، ورومانيا، وصربيا، والجبل الأسود، وبلغاريا، واليونان، وأندورا، وليختنشتاين، ولوكسمبورغ، وموناكو، وسان مارينو، وجزر البليار، وكورسيكا، وسردينيا، وصقلية، وكريت، ومالطا، وأيسلندا، وجزر فارو، وجزر شيتلاند، وجزر هيبريدس، وجزر أوركني.

## تأسيس المجتمع
كانت ليونورا أرمسترونج رائدة أمريكية تعيش في البرازيل عندما قامت بترجمة الكتاب إلى اللغة الإسبانية. قررت الذهاب إلى مدريد لدراسة اللغة الإسبانية لأن شوقي أفندي، رئيس الدين آنذاك، أراد الأدب الإسباني وكانت تريد أن تتقن اللغة. في يوليو 1930، صعدت على متن سفينة فرنسية أخذتها أولاً إلى عدة موانئ في غرب أفريقيا ثم إلى برشلونة. ومن برشلونة توجهت إلى مدريد حيث كانت تنوي الالتحاق بدورات جامعية. لكنها سرعان ما أصيبت بمرض خطير وهو الحمى القرمزية لفترة من الوقت ولم تتمكن من أخذ دورات في جامعة مدريد. وعندما تعافت ذهبت إلى الحج البهائي وبعد ذلك ركزت جهودها في أمريكا اللاتينية وأمريكا الجنوبية.
في سبتمبر 1942، كانت البهائية فرجينيا أوربيسون رائدة لأول مرة عندما وصلت إلى سانتياغو، تشيلي، من الولايات المتحدة لمواصلة العمل الذي بدأته مارسيا أتووتر. انظر الإيمان البهائي في تشيلي. بعد بضع سنوات عادت إلى الولايات المتحدة لفترة وجيزة قبل أن تنتقل إلى الجنوب مرة أخرى - هذه المرة إلى البرازيل حيث التقت ليونورا أرمسترونج وراجعت الترجمة التي تعاقدت عليها أرمسترونج. بدءًا من عام 1946، في أعقاب الحرب العالمية الثانية، وضع شوقي أفندي خططًا للمجتمع البهائي الأمريكي (الولايات المتحدة وكندا) لإرسال رواد إلى أوروبا بما في ذلك إسبانيا؛ وأنشأ البهائيون لجنة تعليمية أوروبية برئاسة إيدنا ترو. كان أوربيسون أول رائد في إطار اللجنة الأوروبية يصل إلى إسبانيا في يناير 1947. وكان الرائد الثاني الذي وصل إلى إسبانيا هو إدواردو جونزاليس في يونيو 1947 وبقي هناك حتى مارس 1948. يصف أوربيسون الظروف في وقت مبكر - "كان عليك أن تعرف شخصًا جيدًا قبل أن تجرؤ على ذكر الدين". ومع ذلك، كان موظف بنك شاب قد أجرى مراسلات حول الإسبرانتو مع صديق لأوربيسون في الولايات المتحدة وتمكنا من الالتقاء ومناقشة الدين. ذكر أوربيسون أن اللغة المساعدة العالمية هي التعاليم البهائية. وعاد هو وصديقه في اليوم التالي وانضما سريعًا إلى الدين. وكان آخرون من أوائل الذين اتصلوا بالدين خائفين من الارتباط به. بحلول شهر يونيو عام 1947 كان هناك ذكر لأول اثنين من المتحولين. في عام 1948 أُسست أول جمعية روحية محلية للبهائيين في مدريد. قامت دوروثي بيتشر بيكر، وهي بهائية بارزة وعضو في اللجنة، بزيارة البهائيين في إسبانيا من بين دول أوروبية أخرى في عام 1948 ومرة أخرى في عام 1951 عندما عُينت كمساعدة للقضية. بحلول شهر يونيو عام 1949، كان هناك جمعيتان في إسبانيا عندما سافر أوربيسون وماريون ليتل وبهائي إسباني إلى برشلونة لمقابلة البهائيين هناك. بحلول أبريل 1950، انضمت إلسي هورنمان إلى أوربيسون في إسبانيا.

## نمو

### نحو منظمة وطنية
في سبتمبر 1951، انعقد المؤتمر الأيبيري الأول مع تسعة من البهائيين الأصليين وغيرهم من الرواد الذين حضروا المؤتمر الأوروبي الرابع للتعليم - وتضمنت التوصيات الصادرة عن المشاورة تبادل المعلومات المحدثة والمزيد من التنسيق بين المجتمعات، وإرسال المساهمات للعمل النهائي على مرقد الباب. في عام 1953، عقد الإسبان اجتماعًا كبيرًا في برشلونة حضره أوربيسون. وبحسب ذكريات أوربيسون، ففي صباح اليوم التالي، وبعد سنوات عديدة، قامت الشرطة بالتحقيق في الاجتماع، وقُبض على النساء المقيمات في الشقة للتحقيق معهن بأنهن شيوعيات. وبعد ذلك جُمع جميع البهائيين في برشلونة و أستجوبوا. وربما لعبت حقيقة تحول أحد الشيوعيين إلى دين يؤمن بالله، والتأكيد على التعاليم البهائية المتعلقة بالطاعة للحكومة، دوراً في تهدئة مخاوف الشرطة. بغض النظر عن ذلك أُطلق سراح الجميع. في أكتوبر 1953، وصلت الرائدتان الأمريكيتان جيرترود إيزنبرج وتينيريفي ترو إلى جزر الكناري، وفي يونيو 1954 انتقل أيضًا شاب فارسي يدعى شوقي رياض روحاني إلى هناك.
في عام 1955 انضم أول سكان جزر الكناري الأصليين إلى الدين وفي أبريل أُنتخب أول جمعيات جزر الكناري في وقت واحد في مدينتي سانتا كروز دي تينيريفي ولاس بالماس دي جران كناريا. بحلول عام 1955، كان هناك جمعية في مورسيا وأليكانتي في عام 1956.
بحلول أبريل 1955 أُنتخبت أول جمعية روحية محلية للبهائيين في سبتة.
أُنتخبت جمعية وطنية إقليمية لشبه الجزيرة الأيبيرية من عام 1957 إلى عام 1962. وقد شهد مؤتمر عام 1957 تشارلز وولكوت بصفته ممثلاً لشوقي أفندي.
وُلِد روح الله فروغي ونشأ وتزوج في إيران، ثم انتقل إلى إسبانيا في أكتوبر 1958 مع زوجته وخمسة أطفال (الأصغر يبلغ من العمر عامًا واحدًا، والأكبر خمسة عشر عامًا). ولم تكن لديهم أية معرفة باللغة ولا بالظروف المحيطة بهدفهم المختار. وبعد أن أمضى تسعة أشهر في برشلونة، انتقل مع عائلته إلى مايوركا للمساعدة في تشكيل أول جمعية محلية فيها. وبعد ثلاث سنوات، عادت العائلة مرة أخرى إلى البهائيين، هذه المرة إلى غرناطة حيث لم يكن هناك أي بهائيين.
جاي مورشي   هو بهائي وكاتب سابق في صحيفة شيكاغو صنداي تريبيون ومؤلف العديد من الكتب. لفترة من الوقت حوالي عام 1958 كان يعيش في مالقة. اعتبارًا من عام 1959 كان هناك 28 بهائيًا مسجلين في إسبانيا. في مايو 1959 سُجل أول زواج بهائي لدى الحكومة كاحتفال مدني.
أُنتخبت الجمعية الوطنية للبهائيين في إسبانيا لأول مرة في عام 1962 بحضور يد القضية بول هاني. وكان أعضاؤها الأوائل هم: أنطونيو جيمينيز، ولويس أورتونو، وفرانسيسكو سالاس، وخوسيه لوبيز مونج، وروح الله مهرابكاني، وكارلوس تشياس، ورامون إسكارتين، وإيسيدرو توريلا، وتشارلز إيواس.
في عام 1963 كانت إحصائيات المجتمع على النحو التالي:
| الجمعيات                  |                     |         |                        |                   |                           |                 |                  |
| أليكانتي                  | برشلونة             | سبتة    | قرطاجنة                | مستشفى يوبريغات   | لاس بالماس دي جران كناريا | مدريد           |                  |
| مونتجات                   | مورسيا              | ساباديل | سانتا كروز دي تينيريفي | تيراسا            | فالنسيا                   |                 |                  |
| مجموعات أصغر من البهائيين |                     |         |                        |                   |                           |                 |                  |
| أبانييلا                  | بادالونا            | تشيستي  | غرناطة                 | باربيرا ديل فاليس | تيريزا دي كوفرينتس        |                 |                  |
| البهائيون المعزولون       |                     |         |                        |                   |                           |                 |                  |
| بيجار                     | كورنيلا دي يوبريغات | فيرول   | جيان                   | ليناريس           | مالقة                     | سانت خوان ديسبي | فيلانوفا وجيلترو |

### منذ تشكيل المجتمع الوطني
في عام 1964، قام جون فيرابي، وهو من دعاة القضية، بزيارة البهائيين في مورسيا. وفي وقت لاحق، انعقد مؤتمر إقليمي في قرطاجنة، في جنوب إسبانيا، لمناقشة تقدم الدين في إسبانيا. أُنتخبت الجمعية الأولى لغرناطة وباربيرا ديل فاليس في كاتالونيا في عام 1965. أقيمت أول مدرسة وطنية للشباب في فالنسيا خلال شهر يوليو عام 1966 بحضور حوالي 60 شابًا وألقوا العديد من المحاضرات العامة. وتبع ذلك مدرسة في ديسمبر في مورسيا. في عام 1967، قام بول هاني، صاحب مبادرة "يد القضية"، برحلة عودة عبر إسبانيا. تذكر صحيفة Guidepost الأسبوعية الصادرة باللغة الإنجليزية في 16 فبراير 1968 مجيء تشارلز إيواس من إلينوي في عام 1953 باعتباره رائدًا. تذكر المقالة تفاصيل عمله في مدريد وكذلك أنشطته في التدريس والإدارة للدين. في عام 1970 انضمت أول غجرية إسبانية، ماريا كاماتشو مارتينيز، إلى الدين في ساباديل. في عام 1972 أُنتخبت جمعية البهائيين في سانتا كروز دي لا بالما وبعد عام واحد أُنتخبت جمعيتي أروكاس ولا لاجونا في جزر الكناري. في عام 1975 انتخب فوروجي عضوا في الجمعية الروحية الوطنية في إسبانيا. قاد مجموعة من الشباب البهائيين في رحلة تعليمية لمدة عدة أسابيع في أيرلندا وسافر آلاف الكيلومترات عبر إسبانيا لإلقاء محاضرات عامة وتنفيذ مهام مختلفة في خدمة الدين. خلال العامين الأخيرين من حياته، شغل منصب أمين صندوق الجمعية الوطنية. في عام 1976 قررت الفنانة البهائية الإيرانية عهدية، التي ظهرت في الإذاعة والتلفزيون الإيراني، الانتقال إلى إسبانيا كرائدة. غادرت إيران في سن الخامسة والعشرين، وواصلت بناء مسيرتها الموسيقية ومنذ ذلك الحين قدمت عروضًا واسعة النطاق في الفعاليات البهائية. في عام 1977، عقد مؤتمر إقليمي حول نمو الدين في إسبانيا، وتضمن أسابيع من الفعاليات العامة في المنطقة، بما في ذلك زيارة فرجينيا أوربيسون، التي أُعلنت رسميًا فارسة من فرسان بهاء الله لإسبانيا. في أبريل 1984، أُنتخبت جمعية روحية مستقلة للبهائيين في جزر الكناري. بحلول عام 1988، كانت هناك جمعيتان تتألفان في الغالب من الغجر. في عام 1988، عقدت الجمعية الوطنية مؤتمرها الدولي الأول للشباب، وحضره شباب من كندا وجزر الكناري وكريت وهولندا وإيطاليا وأيرلندا الشمالية وبورتوريكو وإسبانيا والولايات المتحدة. استضافت مدريد مؤتمر الشباب الأوروبي الإقليمي للبهائيين عام 1989 والذي جمع حوالي 700 مشارك من 26 دولة وأعضاء ثلاث جمعيات وطنية.

#### المدارس البهائية
في أغسطس 1968، اشترت الجمعية الوطنية أرضًا لبناء مدرسة بهائية دائمة. المدرسة الصيفية الافتتاحية، مع يد القضية الدكتور رحمة الله المهاجر، في ليريا في أغسطس 1971 مع الحضور من 19 مجتمعًا. في يوليو 1975 ألقى يد قضية الله أوغو جياتشيري محاضرة في المدرسة. في شتاء عام 1976، عُرض فيلم "رحلة الضوء الأخضر" الذي يوثق رحلة يد القضية روحييه خانوم إلى نهر الأمازون وإلى سلاسل الجبال العالية في بيرو وبوليفيا. عقدت دورة المدرسة لعام 1977 دورات للأطفال والشباب والبالغين والتي اجتذبت 227 شخصًا بما في ذلك 30 من غير البهائيين و 35 طفلاً. في عام 1981، أقام البهائيون مدرسة ثانية في منطقة شمال وسط إسبانيا، حيث التحق بها أكثر من 100 شخص من 26 مجتمعًا. في عام 1983، اجتمع حوالي 200 بهائي من 45 مجتمعًا لحضور مؤتمر روحاني في المدرسة الوطنية. في عام 1984 قام المستشار القاري مسعود خامسي بجولة بين مجتمعات البهائيين وأجرى مقابلات عامة واجتمع مع مؤسسات الدين. عقدت الجمعية الروحية في مايوركا دورات تدريبية استمرت لعدة أشهر (معظمها لغير البهائيين) في استخدام الكمبيوتر في مدينتين على الجزيرة في عام 1985. في عام 1986، عقد البهائيون في تيراسا وكارتاخينا معاهد نهاية الأسبوع حول موضوع المساواة بين المرأة والرجل - وهو أحد التعاليم البهائية الأساسية. في عام 1987 اجتمع حوالي 170 بهائيًا يتحدثون اللغة الفارسية في المدرسة الوطنية - وألقى المحاضرة الرئيسية أديب طاهر زاده.

#### مضاعفة الاهتمامات
وفي يوليو 1968 حصلت الجمعية الوطنية على السجل رقم 2 في سجل الجمعيات الدينية غير الكاثوليكية بوزارة العدل. إن هذا الاعتراف بالجمعية الروحية الوطنية يحمل معه الاعتراف القانوني التلقائي بجميع الجمعيات الروحية المحلية التي شُكلت وفقًا للنظام الأساسي للجمعية الروحية الوطنية بعد رفض الخيارات على مستويات حكومية مختلفة والمحكمة العليا. وفي ديسمبر/كانون الأول 1966، حصلت الموافقة على قانون أساسي جديد للبلاد من خلال استفتاء وطني، ونص أحد أحكام القانون الجديد على حماية الحكومة لجميع الأديان. ولتنفيذ هذا المفهوم الجديد، أقر البرلمان الوطني قانونًا بشأن الحرية الدينية في 28 يونيو 1967. وفي الوقت نفسه، سُجلت الديانة في وزارة الإعلام والسياحة، مما سمح بنشر الأدب البهائي في إسبانيا، فضلاً عن استيراد وتوزيع المواد الدينية من خارج البلاد. وبعد التسجيل أصبح من الممكن عقد اجتماعات عامة لأول مرة وتقديم الدين في عدد من الأماكن و نُشرت العديد من المقالات حول الإيمان في كاتالونيا وجزر البليار وجزر الكناري وأماكن أخرى. بُث برنامج إذاعي يذكر الدين لأول مرة. وقد بادرت الجمعية الوطنية بإصدار نشرة الأخبار البهائية داخليًا، بينما نُشر عدد من المقالات خارجيًا بواسطة صحفيين مختلفين.
في عام 1972، أقيم احتفال بيوم حقوق الإنسان برعاية البهائيين في برشلونة، وحضره نحو 200 شخص. كان عنوان محاضرة المتحدث الضيف "المساواة في الحقوق والفرص، وخاصة فيما يتعلق بالنساء" بينما قدم الأستاذ البهائي مهرابخاني "المصدر الروحي لحقوق الإنسان". وأُقيم الحدث مرة أخرى في عام 1973 وأقام بهائيو تاراسا أول حدث له. في عام 1974 بث أول برنامج تلفزيوني يذكر الدين مع مقابلات مع البهائيين ونظم البهائيون أول معهد لهم للأطفال. في عام 1979 توسعت التغطية الإذاعية للدين بمجموعة متنوعة من البرامج بما في ذلك بعض البرامج العادية.
في عام 1979، كانت الجماعة البهائية في بالما مايوركا من بين تسع مجموعات دينية طُلب منها المشاركة في مناقشة مائدة مستديرة برعاية منظمة مسكونية. واقترح البهائيون تشكيل مجموعة لمساعدة المعلمين على إدراج التعليم الروحي، دون التبشير، في المناهج الدراسية العادية. وطلب بعد ذلك من البهائيين تطوير الفكرة وتقديم خطة عمل في اجتماع لاحق. و عُقد اجتماعات شهرية برئاسة أحد الكهنة في المركز البهائي للعمل على المشروع. في عام 1980، بدأت الجمعية الوطنية في نشر "Pensamiento Baha'i" (الفكر البهائي)، في شكل مجلة تصدر كل شهرين.

## المجتمع الحديث
منذ نشأتها، كان للدين دور في التنمية الاجتماعية والاقتصادية بدءًا من منح المزيد من الحرية للنساء، وترويج تعليم الإناث باعتباره أولوية، و عُبر عن هذه المشاركة عمليًا من خلال إنشاء المدارس والتعاونيات الزراعية والعيادات. ودخل الدين مرحلة جديدة من النشاط عندما صدرت رسالة بيت العدل الأعظم بتاريخ 20 أكتوبر 1983. وحث البهائيين على البحث عن طرق متوافقة مع التعاليم البهائية، والتي يمكنهم من خلالها المشاركة في التنمية الاجتماعية والاقتصادية للمجتمعات التي يعيشون فيها. في عام 1979، كان هناك 129 مشروعًا بهائيًا للتنمية الاجتماعية والاقتصادية معترفًا بها رسميًا في جميع أنحاء العالم. وبحلول عام 1987، ارتفع عدد مشاريع التنمية المعترف بها رسميا إلى 1482 مشروعا.
في عام 1990، تجمع الشباب الأوروبي في جزر الكناري، وشكل بعضهم فرقة "آرت سانو" في عام 1998 وقدموا عروضهم في أنحاء الجزيرة. كان البهائيون حاضرين في جامعة لا لاجونا منذ أواخر الثمانينيات وشكلوا رسميًا نادي البهائيين الجامعيين في عام 1993. في نوفمبر 1992، شارك اثنان وسبعون بهائيًا من جزر الكناري في المؤتمر البهائي العالمي الثاني. في عام 1994، شكل البهائيون في جزر الكناري جمعية البهائيات النسائية.
وقد دعا بيت العدل الأعظم إلى عقد مؤتمرات إقليمية في أكتوبر/تشرين الأول 2008، وعقد مؤتمر لشبه الجزيرة الأيبيرية في الفترة من 24 إلى 25 يناير/كانون الثاني 2009 للاحتفال بالإنجازات الأخيرة في بناء المجتمع المحلي والتخطيط للخطوات التالية في التنظيم في مناطقهم الأصلية. حضر المؤتمر أكثر من 1000 بهائي من إسبانيا، و140 من البرتغال، و135 من جزر الكناري. بالإضافة إلى ذلك، جاء اثنان من البهائيين من إمارة أندورا في جبال البرانس، وتسعة من مدينة مليلية الإسبانية في شمال أفريقيا. وجاء أشخاص آخرون من أوروبا والأمريكتين وأفريقيا وآسيا للمشاركة في التجمع.

### تصريحات الحكومة الإسبانية
في عام 2000، أيدت إسبانيا قرارًا بشأن القلق بشأن البهائيين في إيران، كما اتخذت خطوات لتوثيق الأوضاع بشكل أكبر. في عام 2006، أيدت كافة المجموعات الحزبية اقتراحاً في لجنة الشؤون الخارجية البرلمانية يدعو الحكومة الإيرانية إلى احترام حقوق البهائيين في إيران. وقد حصلت الموافقة على هذا الاقتراح بالإجماع من قبل جميع الأطراف الممثلة في تلك اللجنة، وأقره مجلس النواب الإسباني. في عام 2009، قدم عضو حزب الشعب المحافظ، خوان كارلوس جراو، اقتراحًا مماثلاً داخل لجنة الشؤون الخارجية في البرلمان، والذي حصلت الموافقة عليه بالإجماع مرة أخرى من قبل جميع الأحزاب وأقره مجلس النواب الإسباني مطالبًا الحكومة الإسبانية بالدعوة إلى إطلاق سراح سبعة (7) من زعماء البهائيين [المعروفين سابقًا باسم الياران، أو "الأصدقاء"] في إيران وإدانة الاضطهاد المنهجي للبهائيين. كما تدين انتهاكات حقوق الإنسان التي ارتكبتها الجمهورية الإسلامية الإيرانية. انظر اضطهاد البهائيين.

### التركيبة السكانية
تقدر جمعية أرشيفات بيانات الأديان (بالاعتماد على الموسوعة المسيحية العالمية) عدد البهائيين بحوالي 13300 في عام 2005. اعتبارًا من عام 2007، انتشر البهائيون في جميع جزر الكناري منتشرين في حوالي خمسين بلدية.

## روابط خارجية
- الموقع الرسمي للمجمع الروحاني الوطني للبهائيين في إسبانيا Comunidad Bahaí de España
  - جمعيات النساء البهائيين في إسبانيا وفروعها الإقليمية.
  - مجتمع الفنانين والمشاريع الفنية ومدونة مكتب الشؤون الخارجية.
  - الجماعة البهائية في برشلونة
  - الجماعة البهائية في سرقسطة
- البهائيين
- البهائيون، عرض تقديمي لـ La Fe البهائيين ومجتمعهم العالمي